# Léonce Pilate
Pour les articles homonymes, voir Pilate.
Léonce Pilate (mort en 1366) (en latin : Leontius Pilatus, grec : Λεόντιος Πιλάτος, Leontios Pilatos, italien : Leonzio Pilato), est un érudit calabrais grec d'Italie méridionale et l'un des premiers partisans des études grecques en Europe occidentale.
Léonce Pilate commenta et traduisit en latin les œuvres d'Euripide, d'Aristote et d'Homère y compris l’Odyssée et l’Iliade. Il fut le premier professeur de grec en Europe occidentale.

## Biographie
Léonce Pilate est originaire de Grande-Grèce, d'ethnie grecque. Il naquit probablement à Seminara, Reggio de Calabre, mais pour se donner du relief, dit Pétrarque, il se prétendait originaire de Thessalonique : 
« Leo noster, vere Calaber sed, ut ipse vult, Thesalus, quasi nobilius sit grecum esse quam italum »
Il passa sa jeunesse à étudier sous  Barlaam le Calabrais. En 1350, il entreprit un voyage en Crète pour y perfectionner son grec classique. En 1360, Pilate se rendit à Florence à l'invitation de Boccace. Boccace fit admettre Léonce parmi les docteurs de l'université à titre de professeur de grec, une première en Europe occidentale, et lui fit donner un traitement public. Trois ans plus tard, il accompagna Boccace à Venise pour y rendre visite à Pétrarque qu'il avait déjà rencontré à Padoue.
Léonce s'en fut ensuite à Constantinople pour y acheter des manuscrits d'auteurs classiques. À peine arrivé en Grèce, l'ennui le saisit, il regrette l Italie et écrit Pétrarque de l'accueillir de nouveau. Pétrarque refuse et il écrit à Boccace : « Non, il n'aura jamais de moi ni lettre ni message malgré ses prières ; qu'il reste où il a voulu aller et reste misérablement là où il s'est insolemment allé. » Léonce Pilate se décida néanmoins à revenir en Italie, mais il n'y put aborder. Surpris par une violente tempête, il périt foudroyé alors qu'il approchait de Venise.

## Postérité
Ce fut lui qui fit connaître Homère à l'Italie. Par les instances de Boccace, il traduisit l'Iliade et l'Odyssée, traduction dont Boccace fit une copie pour Pétrarque. Léonce traduisit également quelques dialogues de Platon. Pilate fournit également une partie de la généalogie des dieux de Boccace (Genealogia Deorum Gentilium (en)). Selon Henry Cochin, auteur de nombreux ouvrages sur la littérature au temps de la Renaissance italienne, la traduction de Léonce Pilate est littérale et obscure et Boccace disait qu'il ne comprenait pas tout.